# Rio Marcolino
O Rio Marcolino é um rio da Serra do Mar Paulista. Nasce nas proximidades da Represa Billings e da Interligação Anchieta-Imigrantes em São Bernardo do Campo. Forma, na confluência com o Ribeirão Cágado, o Rio Pilões, principal manancial da Região Metropolitana da Baixada Santista.
Sua nascente, formada no encontro de dois pequenos olhos d´água, situa-se nas coordenadas -46°29'51.95" E, -23°52'9.68" N nas proximidades do encontro da Via Anchieta com a Interligação.